# Galveston (Indiana)
Pour les articles homonymes, voir Galveston.
La ville de Galveston (en anglais [ɡælvɛsˈtən]) est située dans le comté de Cass, dans l’État de l’Indiana, aux États-Unis. Sa population s’élevait à 1 311 habitants lors du recensement de 2010, estimée à 1 270 habitants en 2016.
Galveston fait partie du township de Jackson.

## Source
- (en) Cet article est partiellement ou en totalité issu de l’article de Wikipédia en anglais intitulé « Galveston, Indiana » (voir la liste des auteurs).